# Ctenoplusia siculifera
Ctenoplusia siculifera är en fjärilsart som beskrevs av Holland 1894. Ctenoplusia siculifera ingår i släktet Ctenoplusia och familjen nattflyn. Inga underarter finns listade i Catalogue of Life.